# Якубович, Семён Кузьмич
Семён Кузьми́ч Якубо́вич (род. 6 марта 1939 года, Красный Рог, Орловская область) — советский и российский учёный, доктор технических наук, профессор; организатор производства, лауреат Государственной премии СССР (1981).

## Биография
Родился в еврейской семье; отец служил на железной дороге, мать воспитывала четырёх детей. Во время войны находился в эвакуации в Пензенской области. Окончив Почепскую среднюю школу, поступил кандидатом в студенты медицинского института в Ленинграде, но в том же году уехал к сестре в Куйбышев, где работал электромонтёром на нефтеперерабатывающем заводе.
Окончил факультет автоматики, телемеханики и измерительной техники Куйбышевского индустриального института. В период учёбы снял несколько документальных фильмов, за один из них был удостоен премии на конкурсе любительского кино, которую вручил кинорежиссёр Г. Л. Рошаль.
Работал инженером на заводе имени Масленникова в конструкторском бюро, где за год подал более 20 рационализаторских предложений, затем — в отделе надёжности. В 1970-е годы возглавлял информационно-вычислительный центр завода, в 1980-е — специальное конструкторское бюро САП, затем работал директором — главным конструктором Центрального конструкторского бюро медицинской и специальной техники Министерства оборонной промышленности СССР. В 1993—1997 годах — генеральный директор ОАО «Волгофарм», в 1997—2002 — директор научно-производственного госпредприятия «Техмедфарм».
В 2006 году с женой переехал на постоянное жительство в Израиль; научный редактор журнала «Наука и жизнь Израиля».

### Семья
Жена — Анна Владимировна;
- старший сын — Борис (1971—1993, убит), руководитель филиала «Инкомбанка» в Петербурге[2].
- сын Константин.

## Научная деятельность
Основные направления исследований — автоматизированные системы управления производством.
Руководитель около 100 научно-исследовательских и опытно-конструкторских работ (НИОКР) в области медицинской техники, средств и систем автоматизации, защиты информации и надёжности; организатор производства изделий, разработанных в результате НИОКР (Самара). В числе разработанных им медицинских изделий — «Вибросканер» (волновой прибор для восстановления двигательных функций), «Элиман» (прибор для обезболивания).
Профессор (1991), академический советник Российской инженерной академии (1992); академик Российской академии медико-технических наук (1994) и Международной академии информатизации (1998).
Автор более 250 научных работ, 37 внедрённых патентов и авторских свидетельств на изобретения (одно из последних — «Система телекардиодиагностики» : Патент РФ № 2300310. — 2007).

## Награды и звания
- Государственная премия СССР (1981)[7]
- тринадцать государственных знаков трудового отличия СССР (1970−1991)
- трижды лауреат Всемирного Салона изобретений и инноваций (Брюссель, 1995, 1997)
- международная премия им. Ю. Б. Харитона (2001)
- лауреат международного конкурса «Элита информациологов мира» (2002).